# Confederación Latinoamericana y del Caribe de Trabajadoras del Hogar
Confederación Latinoamericana y del Caribe de Trabajadoras del Hogar  (CONLACTRAHO) es una organización internacional que agrupa a sindicatos y asociaciones de trabajadoras del hogar en América Latina y el Caribe. Fundada en 1988 en Bogotá, Colombia,  CONLACTRAHO trabaja para mejorar las condiciones laborales, sociales y económicas de las trabajadoras del hogar en la región.

## Historia
La Confederación fue establecida en marzo de 1988 en Bogotá, Colombia, durante un encuentro regional de organizaciones de trabajadoras del hogar. Este evento marcó la formalización de una red de apoyo y cooperación entre sindicatos y asociaciones de trabajadoras del hogar en América Latina y el Caribe. La confederación surgió en un contexto de creciente organización y activismo entre trabajadoras del hogar, quienes buscaban mejorar sus condiciones laborales y obtener un reconocimiento adecuado de su trabajo.
Durante este encuentro, que reunió a representantes de 11 países de América Latina y el Caribe, se lograron dos acuerdos significativos para las trabajadoras del hogar. El Primero, se decidió la creación de una Confederación que unifique a todas las organizaciones del sector y sirva como la base del Movimiento Latinoamericano de Trabajadoras del Hogar. El Segundo, se estableció que el 30 de marzo se conmemore como el Día Internacional de la Trabajadora del Hogar, con el objetivo de dar a conocer la discriminación y las violaciones a los derechos laborales de estas trabajadoras, así como de promover la existencia de la organización.

### Misión
La misión de CONLACTRAHO es promover y defender los derechos laborales, sociales y humanos de las trabajadoras del hogar en América Latina y el Caribe. La confederación se compromete a garantizar que estas trabajadoras tengan acceso a condiciones laborales justas, seguridad social y protección legal, además de empoderar a las trabajadoras a través de la organización y la solidaridad.

### Objetivos
- Mejorar las Condiciones Laborales:Asegurar que las trabajadoras del hogar reciban salarios justos, condiciones laborales seguras y beneficios adecuados.
- Defender Derechos Humanos: Promover y proteger los derechos fundamentales de las trabajadoras del hogar, asegurando una vida digna y libre de discriminación y abuso.
- Fortalecer la Organización Sindical: Fomentar la organización sindical y la participación activa de las trabajadoras en la toma de decisiones que afectan sus condiciones laborales.
- Incrementar la Visibilidad:Aumentar la visibilidad y reconocimiento del trabajo doméstico como una profesión digna y esencial.
- Incidir en Políticas Públicas: Influenciar la formulación y la implementación de políticas públicas que beneficien a las trabajadoras del hogar internacionalmente.[5]

## Países integrantes
- - Argentina
  - Bolivia
  - Brasil
  - Chile
  - Colombia
  - Costa Rica
  - Ecuador
  - Guatemala
  - México
  - Paraguay
  - Perú
  - República Dominicana[6]

## Actividades y Logros
Desde su fundación, CONLACTRAHO ha estado involucrada en diversas actividades para avanzar en sus objetivos. Entre ellas se encuentran la organización de conferencias regionales, campañas de sensibilización y colaboración con organizaciones internacionales para promover la implementación de convenios sobre el trabajo doméstico.
Uno de los logros significativos de CONLACTRAHO fue su papel en la promoción del Convenio 189 de la OIT sobre el Trabajo Decente para las Trabajadoras y los Trabajadores Domésticos, contribuyendo a la ratificación del convenio por varios países de la región.